# Tiberi Minuci Augurí Mol·licul
Tiberi Minuci Augurí Mol·licul (en llatí Tiberius Minucius Augurinus Molliculus) va ser un magistrat romà. Formava part de la família dels Augurí, una branca de la gens Minúcia.
Va ser nomenat pretor peregrí l'any 180 aC i va morir a causa de la pesta que va afectar Roma aquell any.